# Bassercles
Bassercles är en kommun i departementet Landes i regionen Nouvelle-Aquitaine i sydvästra Frankrike. Kommunen ligger i kantonen Amou som tillhör arrondissementet Dax. År 2022 hade Bassercles 154 invånare.

## Befolkningsutveckling
Antalet invånare i kommunen Bassercles
Referens:INSEE